# Ga Lăng Cô
Ga Lăng Cô là một nhà ga xe lửa tại thị trấn Lăng Cô, huyện Phú Lộc, thành phố Huế. Nhà ga là một điểm trên tuyến đường sắt Bắc Nam tiếp nối sau ga Thừa Lưu và trước ga Hải Vân Bắc.
Ga Lăng Cô cách ga Huế 67 km về phía bắc và cách ga Đà Nẵng 36 km về phía Nam. Lý trình ga: Km 755 + 410.